# Observatorio Atacama de la Universidad de Tokio
El Observatorio Atacama de la Universidad de Tokio es un observatorio astronómico situado en la cima del cerro Chajnantor, a 5640 metros (18,500 pies) en el desierto de Atacama, al norte de Chile. El sitio está ubicado a menos de 5 km (3,1 mi) al nornoreste de los observatorios del Llano de Chajnantor, donde se encuentra el Atacama Large Millimeter Array (ALMA), pero está 580 m (1902,9 pies) a mayor altitud. También está 28 m (91,9 pies) más alto que el propuesto Cerro Chajnantor Atacama Telescope.

## Equipamiento
El objetivo final del proyecto es construir el telescopio TAO, un telescopio óptico-infrarrojo de 6,5 m (255,9 plg) en el sitio. Un primer paso hacia ese objetivo ha sido la construcción e instalación de un telescopio piloto de 1 m (39,4 plg), denominado miniTAO, que fue completado en 2009. Con la primera luz de miniTAO en marzo de 2009 en la región visible, y en junio de 2009 para la región infrarroja, el observatorio se convirtió en el observatorio astronómico permanente más alto del mundo. La gran altitud del observatorio es esencial para su misión, ya que es un observatorio de luz infrarroja, la cual es absorbida por el vapor de agua en la atmósfera, por lo que es imperativo que un observatorio de infrarrojos esté ubicado a gran altura donde la atmósfera sea escasa. En 2023, TAO fue considerado uno de los pocos telescopios importantes del mundo con una contaminación lumínica por debajo de los niveles aceptables de interferencia.
El espejo primario del telescopio tendrá un diámetro de 6,5 m (255,9 plg) y estará recubierto de plata. El espejo secundario estará equipado con mecanismos de óptica adaptativa para compensar las turbulencias atmosféricas. Un tercer espejo permitirá alternar entre varios instrumentos. Habrá un foco Cassegrain para el rango del infrarrojo medio, un foco Nasmyth para el rango del infrarrojo cercano y otro foco Nasmyth para el infrarrojo lejano. 
El telescopio tendrá dos instrumentos principales, el espectrógrafo y generador de imágenes de infrarrojo medio MIMIZUKU y el espectrógrafo de infrarrojo cercano SWIMS. Ambos instrumentos fueron probados en el telescopio Subaru y alcanzaron su primera luz en el verano de 2018. Tras las pruebas, los instrumentos se instalarán en el telescopio TAO en 2023. MIMIZUKU tiene una resolución espacial similar al instrumento de infrarrojo medio del telescopio espacial James Webb y un rango de frecuencia más amplio, aunque menos sensible.

## Historia
El proyecto comenzó con estudios del sitio a finales de los años 1990 y principios de los años 2000. La construcción del camino hacia la cima del cerro Chajnantor comenzó en noviembre de 2005. La carretera se abrió en abril de 2006. El telescopio piloto miniTAO se construyó en 2009. MiniTAO permitió al proyecto determinar el radio de visión del telescopio de tamaño completo. La construcción del telescopio TAO comenzó en 2013. El proyecto TAO comenzó bajo la dirección del profesor emérito Yuzuru Yoshii, investigador principal desde 1998.
A finales de 2017 se llevaron a cabo ceremonias de inauguración en el sitio. En enero de 2018, se completó la construcción de la montura del telescopio TAO y se montó la montura del telescopio en Japón. Esto se hizo con fines de prueba; el telescopio fue desmontado y enviado a Chile en varios barcos en 2020. El edificio de observación y operaciones se montó de manera similar en Kazo, Saitama, en mayo de 2020 con fines de prueba, y luego se desmontó y envió en ocho embarcaciones distintas a lo largo de 2021.
En agosto de 2022, se preveía que las primeras observaciones ocurrieran hacia finales de 2023. Finalmente, la Universidad de Tokio puso en marcha el observatorio entre abril y mayo de 2024.